# イノセントバレット -the false world-
『イノセントバレット -the false world-』（イノセントバレット ザ・フォールス・ワールド、Innocent Bullet -the false world-）は、2013年8月23日にネクストンのブランド・CINEMATOGRAPH（シネマトグラフ）より発売されたアダルトゲーム。CINEMATOGRAPHのデビュー作で、現代を舞台に「生体兵器」を用いる次世代のテロ犯罪者と戦う物語を描いたPCゲーム。

## 解説
テロと戦う少年少女たちを描いたアダルトゲーム。専任スタッフが3Dモデルから構成した実在の銃火器によるリアルな銃撃戦を本作の売りとしつつも、主人公とヒロインのロマンスやストーリーにも力を入れている。

## あらすじ
日本で新エネルギー「ツングーシウム」が発見され研究が進む中、産油国は日本に向けて生体兵器を用いた無差別テロを繰り返していた。苦戦を強いられていた日本の対テロ部隊だったが、日本各地で異能『特異点』を持つ少年少女たちが現れ、生体兵器に対抗しうる存在であることが判明した。
主人公・那智祐爾は、絶体絶命の窮地に陥っていたところを、『特異点』を持つ少女たちに助けられ、彼もまた自身に『特異点』があることを知った。

## 登場人物

### 主人公
那智 祐爾（なち ゆうじ）
主人公。幼少時にテロで友人を失った。

### ヒロインたち
神崎 莢香（かんざき さやか）
声 - 一色ヒカル
祐爾の同級生。アメリカで銃火器の訓練を受けた後に帰国し、以降は『自分の動きを加速する』特異点も生かしながらテロリズムと戦っている。
夜曹寺 愛（やそうじ あい）
声 - 真地未亜
祐爾の同級生。人形のようにかわいらしい容姿とは裏腹に、表情を変えることがあまりない。
特異点を2つ持ち、超人的な回復力と腕力を持つ。
宮簀 早苗（みやす さなえ）
声 - 一之瀬さくら
祐爾らの後輩で、左目に眼帯をしている。
『大気の変化を視覚化して感じ取る』という特異点と、それに基づいた狙撃を得意とする。

### 警視庁警備部第四機動隊特務即応群（即鬼隊）
警視庁警備部第四機動隊に設置された、生体兵器によるテロリズムに対応したチームで、トップクラスの実力を誇る者のみがこの部隊に所属することが可能である。祐爾らはテロとの戦いのためにこの部隊へ出向している。
大河内 國雄（おおこうち くにお）
声 - 嶋和成
即鬼隊に所属し、祐爾らの分隊を率いる。右目に傷跡がある。
林崎 學（はやしざき まなぶ）
声 - 波動拳
大河内の親友である即鬼隊の隊員。
片倉 税（かたくら みつぎ）
声 - ワンモアチャンス
即鬼隊の隊員。本来なら守られるべき対象であるはずの、祐爾ら年少者たちが戦場へ赴くことをよく思わない。
杉江 遼（すぎえ りょう）
声 - 土門熱
即鬼隊の隊員で、片倉の同期。元々はキャリア組だったが、もっと人の役に立ちたいと考え、即鬼隊へ入隊した。
庵原 准次（いはら じゅんじ）
声 - 大石恵三
即鬼隊の隊員。大河内のことをひどく嫌い、庵原のプライドの高さ故に新人である祐爾のことも嫌っている一方、先輩である片倉を慕っている。

### その他
田中 一（たなか はじめ）
声 - 紫華薫
Gen3のエージェントで、祐爾らを管理する一方アドバイスを送ったりもしている。
長澤 賢太（ながさわ けんた）
声 - あさぎ夕
祐爾らのクラスメート。

## 用語
ツングーシウム
日本で発見された新しいエネルギー。
未確認攻性体
「有機体を攻撃する」という目的の元、テロ活動を行う存在。個体差があるうえ、活動時間が限られている。
経済産業省所轄財団法人　第三世代エネルギー開発研究機構（通称Gen3）
独立行政法人青少年協力機構（略称：YGCO）
特異遺伝種の保護・管理及び即鬼隊への派遣を行う法人。

特異遺伝種
異能・特異点を持つ者たちで、その中でも戦闘へ応用できる能力を持つ祐爾らは甲種と呼ばれている。

## スタッフ
- ディレクター - 播磨与一
- シナリオ - 昏式龍也、七海真咲、芯戯社
- 原画 - 大崎シンヤ
- 音楽 - Arte Refact

## 主題歌
オープニング主題歌「keep the faith」
作曲・編曲 - 矢鴇つかさ (Arte Refact) / 歌・作詞 - 飛蘭
ギター - 原田篤 (Arte Refact) / ベース - fandelmale (Arte Refact)
挿入歌「魂のreload」
作曲 - 矢鴇つかさ / 編曲 - 酒井拓也 / 歌・作詞 - 飛蘭
ギター - 原田篤 (Arte Refact)
エンディング主題歌「Our tomorrow」
作詞 - 播磨与一 / 作曲・編曲 - 矢鴇つかさ / 歌 - 榊原ゆい
ギター - 原田篤 (Arte Refact)

## 関連商品

### サウンドトラック
- | Arte Refact = 矢鴇つかさ・酒井拓也・原田篤 |                              |           |             |      |
| #                                          | タイトル                     | 作詞      | 作曲        | 時間 |
| 1.                                         | 「keep the faith」(歌：飛蘭) |           | 矢鴇つかさ  | 4:41 |
| 2.                                         | 「school days」              |           | Arte Refact | 3:12 |
| 3.                                         | 「quiet times」              |           | Arte Refact | 2:41 |
| 4.                                         | 「border zone」              |           | Arte Refact | 3:19 |
| 5.                                         | 「The tactical girl is...」  |           | Arte Refact | 3:01 |
| 6.                                         | 「eccentric doll」           |           | Arte Refact | 3:39 |
| 7.                                         | 「white wings」              |           | Arte Refact | 3:18 |
| 8.                                         | 「sorrow for」               |           | Arte Refact | 3:26 |
| 9.                                         | 「It's funny.」              |           | Arte Refact | 3:07 |
| 10.                                        | 「bitter」                   |           | Arte Refact | 3:27 |
| 11.                                        | 「peace of mind」            |           | Arte Refact | 3:00 |
| 12.                                        | 「only」                     |           | Arte Refact | 3:35 |
| 13.                                        | 「interference」             |           | Arte Refact | 2:25 |
| 14.                                        | 「having doubts」            |           | Arte Refact | 4:02 |
| 15.                                        | 「lose」                     |           | Arte Refact | 3:46 |
| 合計時間:                                  | 合計時間:                    | 合計時間: | 50:39       |      |
| Arte Refact = 矢鴇つかさ・酒井拓也・原田篤 |                                   |           |             |      |
| #                                          | タイトル                          | 作詞      | 作曲        | 時間 |
| 1.                                         | 「魂のreload」(歌：飛蘭)          |           | 矢鴇つかさ  | 4:29 |
| 2.                                         | 「search & destroy」              |           | Arte Refact | 2:48 |
| 3.                                         | 「firing pin」                    |           | Arte Refact | 3:13 |
| 4.                                         | 「engage」                        |           | Arte Refact | 2:41 |
| 5.                                         | 「trigger」                       |           | Arte Refact | 3:51 |
| 6.                                         | 「pride」                         |           | Arte Refact | 3:23 |
| 7.                                         | 「4th riot squad」                |           | Arte Refact | 2:54 |
| 8.                                         | 「understanding the pain」        |           | Arte Refact | 2:50 |
| 9.                                         | 「a lay of hope」                 |           | Arte Refact | 4:23 |
| 10.                                        | 「a man」                         |           | Arte Refact | 3:59 |
| 11.                                        | 「It's Monday.」                  |           | Arte Refact | 3:15 |
| 12.                                        | 「Our tomorrow」(歌：榊原ゆい)    |           | 矢鴇つかさ  | 4:57 |
| 13.                                        | 「keep the faith (Instrumental)」 |           | 矢鴇つかさ  | 4:41 |
| 14.                                        | 「魂のreload (Instrumental)」     |           | 矢鴇つかさ  | 4:29 |
| 合計時間:                                  | 合計時間:                         | 合計時間: | 51:53       |      |